# Борис Годунов (филм)
„Борис Годоунов” је француско-шпанско-југословенски филм први пут приказан 20. децембра 1989. године.

## Улоге
| Глумац             | Улога                   |
| ------------------ | ----------------------- |
| Руђеро Рајмонди    | Борис Годунов           |
| Кенет Риегел       | принц Чуишкиј           |
| Бернард Лефорт     | Пимен                   |
| Вјатчеслав Полозов | Григориј (глас)         |
| Павел Слаби        |                         |
| Паул Плишка        | Пимен (глас)            |
| Делфина Форест     | Марина                  |
| Галина Вишневскаја | Марина (глас)           |
| Зоран Цвијановић   |                         |
| Николај Геда       | Невини (глас)           |
| Миша Раицин        | (певајући глас)         |
| Катарина Дибоч     | Ксенија, ћерка (глас)   |
| Ана Марија Писани  | Л Аубергисте            |
| Калина Кар         | Ксенија, ћерка          |
| Урош Александрић   |                         |
| Адам Фиш           | Фјодор, син             |
| Лајош Миллер       | Андреј Шчелкалов (глас) |
| Вукашин Савић      | Андреј Шчелкалов        |
| Ричард Чован       |                         |
| Томислав Борић     |                         |

Остале улоге ▼
| Глумац                | Улога           |
| --------------------- | --------------- |
| Томас Бут             | (певајући глас) |
| Љубица Живковић       |                 |
| Мира Закаи            | (певајући глас) |
| Љубомир Стргачић      |                 |
| Никита Зторојев       | (певајући глас) |
| Миодраг Јовановић     |                 |
| Малколм Смит          | (певајући глас) |
| Корнелије Соловеастри |                 |
| Стефан Шкафаровски    | (певајући глас) |
| Ратомир Клишкић       |                 |
| Дагослав Илић         |                 |
| Николај Жличар        |                 |
| Жак Трудо             | (певајући глас) |
| Стевица Јовићевић     |                 |
| Тјери Пастор          | (певајући глас) |
| Ромуалд Тесаровиц     | Варлам          |